# Юлинск
Ю́линск — посёлок в Черемховском районе Иркутской области России. Входит в состав Тальниковского сельского поселения.

## География
Посёлок находится на берегу реки Малая Белая, на расстоянии 77 км к юго-западу от города Черемхово, административного центра района.

## Население
| 2002 | 2010 | 2011 | 2012 |
| ---- | ---- | ---- | ---- |
| 133  | ↘109 | →109 | ↘108 |

## Улицы
В посёлке имеются две улицы: Дорожная и Пляскина.